# Bogumił Ostrowski
Bogumił Ostrowski (ur. 1964, Krynica-Zdrój) – polski slawista, językoznawca.

## Kariera naukowa
Ukończył studia w zakresie filologii rosyjskiej na Wydziale Humanistycznym Uniwersytetu Jagiellońskiego w Krakowie. Dyplom magistra uzyskał w 1988. Podstawą do otrzymania tytułu była praca Dzieje rosyjskich i polskich formacji przymiotnikowych z finalem -овитый/-owity. Stopień doktora nauk humanistycznych w zakresie językoznawstwa słowiańskiego otrzymał w 1998 na podstawie dysertacji Dzieje wschodniosłowiańskich przymiotników derywowanych od rzeczowników na -*ĭ. Stopień doktora habilitowanego uzyskał w 2013 za książkę Białoruskie gwary Grodzieńszczyzny. Wybrane zagadnienia. Pracuje w Instytucie Języka Polskiego PAN w Krakowie, w Pracowni Etymologii i Geolingwistyki. Równocześnie działa w sekcji etymologicznej Wielkiego Słownika Języka Polskiego pod redakcją Piotra Żmigrodzkiego. Jest kierownikiem Studium Doktoranckiego przy IJP PAN.
W 2013 brał udział w obezwładnieniu napastnika, który z bronią wtargnął do budynku IJP PAN.